# Onesto Faccini
Onesto Vitale Prospero Faccini, noto principalmente come Onesto (San Terenzo, 10 luglio 1828 – post 1865), è stato un patriota italiano.

## Biografia
Insieme agli altri due suoi concittadini Giovanni Battista Monteverde e Luigi Andreotti, è stato uno dei Mille di Giuseppe Garibaldi. Fu tra i "Mille di Marsala" e fece tutta la campagna fino al Volturno. Dopo il 1861 lavorò come calzolaio a San Piero a Ponti; dal 1865 ricevette una pensione al merito. Tornò spesso nel paese natale dove, col fratello Orlando, gestì un'osteria.